# Savone
Il Savone (chiamato anche Savone delle ferriere) è un torrente italiano, che ha origine da alcune sorgenti nella zona nord-est della caldera del vulcano Roccamonfina, tra i 600 ed i 650 m s.l.m., nel comune di Roccamonfina. Un tempo le sue acque fornivano l'energia necessaria a far funzionare moltissime ferriere e persino qualche centrale elettrica poste sul suo tragitto.

## Il percorso
Il Savone nasce alla base settentrionale di monte Lattani. Scorre nel comune di Roccamonfina per circa 5 km e riceve alcune sorgenti, anche rilevanti (altre sono state captate nel passato, per cui la sua portata poteva essere maggiore rispetto all'attuale). Incide una profonda forra nella caldera del vulcano in direzione N-S fino alla località Torano dove si unisce ad un rio che nasce tra la frazione Cese e monte Tuoropiccolo (Roccamonfina) e curva verso Est; subito dopo entra nel territorio del comune di Teano, dividendolo quasi in due parti. Scorre per 6 km in una profonda forra in direzione E-SE fino al ponte degli Svizzeri, alla periferia della città di Teano, per poi curvare verso Sud e scorrere per altri 5 km prima di ricevere l'affluente "Savone di Assano" al confine con Francolise, presso la frazione Montanaro.
Costeggia a ovest i rilievi carbonatici di Francolise delimitando il confine tra questo comune e quello di Teano. Entra quindi nella piana di Carinola lasciando il territorio di Teano alla confluenza con il Rio Persico e delimita il confine tra i comuni di Carinola e Francolise. Presso Ciamprisco viene derivato un canale indicato sulle carte IGM come "F. Savone" ma in effetti rettificato e con argini artificiali. Questo porta le acque verso W e poi verso SW nel comune di Carinola, attraversa quindi il comune di Falciano del Massico per poco meno di 5 km prima di entrare nel territorio di Mondragone che attraversa per altri 5 km prima di arrivare al mare. Presso la foce si trova un depuratore e una costa sabbiosa coperta da una delle più belle dune della zona. 
Nelle sue acque vivono soprattutto trote, reintrodotte per la pesca sportiva nel tratto montano, e poche altre specie di pesci ed anfibi. Le sue sponde, spesso incassate fra alte pareti di tufo, sovente sono coperte dalla tipica vegetazione ripariale con salici, pioppi ed ontani neri. Presso l'abitato di Torano (frazione di Roccamonfina) sono presenti relitti di faggeta, a quote decisamente depresse, che rappresenta uno degli habitat di grande pregio del tratto del torrente che scorre nella caldera del vulcano. Moltissime sono le rarità botaniche come l'elleborina del Savone (Epipactis maricae), endemica puntiforme presente tra i comuni di Teano e Roccamonfina. Nel territorio del comune di Teano si trova una cascata alta ben 25 metri, a valle dell'antica Ferriera delle Gomite, e la stazione più numerosa della "felce preistorica" Woodwardia radicans, in un habitat di grande pregio naturalistico.

## Storia
Il torrente ha avuto una notevole importanza per le popolazioni sannite (i Sidicini, gli Aurunci) che sulle sue sponde sono nate ed hanno prosperato. Probabilmente in epoca pre-romana si trattava di un fiume sacro, come attesterebbero gli importanti santuari esistenti lungo le sue rive (a Teano in fondo Ruozzo e in località Torricelle; a Mondragone in località Panetelle), oltre alla necropoli sannitica sempre in località Torricelle. A Teano fu edificato un importante tempio dedicato alla dea Demetra, dea delle messi o delle stagioni, che fu Cerere per i romani.